# Compassion !
Compassion ! est un tableau réalisé en 1897 par le peintre français William Bouguereau. De format vertical, cette huile sur toile est une peinture chrétienne qui représente un homme portant une croix enlaçant par compassion le Christ crucifié. Exposée au Salon des artistes français l'année de sa création, puis à l'Exposition universelle en 1900, l'œuvre fait partie depuis 2010 des collections du musée d'Orsay, à Paris.